# 89-та гвардійська стрілецька дивізія
89-та гвардійська стрілецька дивізія — гвардійське формування (з'єднання, стрілецька дивізія) РСЧА ЗС СРСР, яка брала участь у Німецько-радянській війні.
Повний дійсне найменування, після закінчення війни — 89-та гвардійська стрілецька Бєлгородско-Харківська Червоного Прапора ордена Суворова дивізія. Умовне найменування — польова пошта № 52500.

## Історія
За мужність та героїзм особового складу 160-ї стрілецької дивізії (160 сд), проявлені в боях з нацистами, 18 квітня 1943 року, було присвоєно почесне звання «Гвардійська» і новий військовий № 89.
Ця дивізія перша, у ЗС СРСР, отримала почесні найменування від двох міст — 5 серпня 1943 року після звільнення Бєлгорода і 23 серпня 1943 після звільнення Харкова.
Брала участь у звільнені Бєлгорода, Харкова, Яссько-Кишинівській, Варшавсько-Познанської і Берлінській наступальній операції.

### Бойовий шлях

#### 1943 рік
Дивізія брала участь в битві під Курськом, а потім спільно з іншими з'єднаннями Степового фронту — у звільненні Бєлгорода (5 серпня) та Харкова (23 серпня). За бойові заслуги їй було присвоєно почесні найменування Бєлгородської та Харківської. Розвиваючи наступ, частини дивізії 29-30 вересня з ходу форсували Дніпро і захопили плацдарм на його західному березі в 25 км на південний схід від Кременчука. За цей подвиг 25 воїнів з'єднання удостоєні звання Героя Радянського Союзу. Після форсування Дніпра дивізія в складі 37-ї, потім 53-й армій Степового (з 20 жовтня 1943 2-го Українського) фронту вела бої за звільнення Правобережної України, діючи на Криворізькому напрямку.

#### 1944 рік
За успішне виконання бойових завдань командування 8 січня 1944 дивізія нагороджена орденом Червоного Прапора. У січні — лютому брала участь в Кіровоградській і Корсунь-Шевченківської операції, форсувала річки Південний Буг (19 березня), Дністер (7 квітня) та у взаємодії з іншими дивізіями 5-ї ударної армії 3-го Українського фронту брала участь у звільнені Кишинева (24 серпня). У жовтні дивізія була перекинута до Польщі.

#### 1945 рік
У січні, в складі 5-ї ударної армії 1-го Білоруського фронту проривала оборону нацистів на південь від Варшави. 21 січня перетнула державний кордон Польщі з Німеччиною і 1 лютого форсувала річку Одер. Брала участь в операції по утриманню і розширенню плацдарму в районі Кюстрина в лютому-березні 1945 року. Завершальним етапом бойового шляху дивізії був штурм Берліна, за що вона нагороджена орденом Суворова 2 ступеня.
В останніх боях з нацистами багато воїнів дивізії проявили високу дисципліну, героїзм і мужність. Командир відділення 6-ї стрілецької роти 270-го стрілецького полку сержант А. С. Маніта 23 квітня під час штурму одного з кварталів міста закрив грудьми амбразуру ворожої вогневої точки, яка перегороджувала шлях атакуючим підрозділам. А. С. Маніта посмертно удостоєний звання Героя Радянського Союзу.
За роки війни дивізія завдала противнику великих втрат у живій силі і техніці. 10 880 вояків дивізії нагороджені орденами і медалями, а 55 — удостоєні звання Героя Радянського Союзу.

### 1946 рік
У період демобілізації СРСР 89 гв.сд була переформована в 89-ту гвардійську механізовану дивізію.

## Склад
- управління дивізії
- 267-й гвардійський стрілецький полк
- 270-й гвардійський стрілецький полк
- 273-й гвардійський стрілецький полк
- 196-й гвардійський артилерійський полк
- 98-й окремий гвардійський винищувально-протитанковий дивізіон.
- 91-я окрема гвардійська розвідувальна рота.
- 104-й окремий гвардійський саперний батальйон
- 158-й окремий гвардійський батальйон зв'язку (6 окрема гвардійська рота зв'язку)
- 595-й (94-й) окремий медико-санітарний батальйон
- 93-а окрема гвардійська рота хімічного захисту
- 745-я (95-я) автотранспортна рота
- 670-я (92-я) польова хлібопекарня
- 697-й (96-й) дивізійний ветеринарний лазарет
- 519-а польова поштова станція (польова пошта № 52500)
- 437-а польова каса Держбанку СРСР

## Командування

### Командири дивізії (період)
- Баксов Олексій Іванович (18.04.1943 — 01.06.1943), полковник
- Серюгін Михайло Петрович (02.06.1943 — 20.06.1944), полковник
- Пігін Іван Олексійович (21.06.1944 — 15.07.1944), полковник
- Серюгін Михайло Петрович (16.07.1944 — 23.04.1945), генерал-майор
- Колесніков Георгій Якович (24.04.1945 — 09.05.1945), полковник[1]

### Командири полків

#### 267-й гвардійський стрілецький полк
- Тимошенко Дмитро Кузьмич (18.04.1943 — 25.05.1944)
- Середа Григорій Олексійович (з 13.06.1943)
- Красноплахтов Павло Митрофанович (31.05.1944 — 11.11.1944)
- Іньков Федір Іванович (11.11.1944 — 24.03.1946)
- Степаненко Федір Омелянович (08.12.1944 — 03.08.1945)
- Телегін Яків Іванович (з 03.08.1945)
- Чапаєв Костянтин Васильович (з 24.03.1946)

#### 270-й гвардійський стрілецький полк[6]
- Циганков Петро Трохимович (18.04.1943 — 03.05.1943)
- Прошунін Микола Еммануїлович (13.06.1943 — 13.12.1943), поранений
- Сергієнко Іван Якович (13.12.1943 — 27.09.1944)
- Петров Євген Андрійович (з 03.04.1944)
- Андрєєв Костянтин Юхимович (з 04.05.1945)

#### 273-й гвардійський стрілецький полк
- Бунін Василь Васильович (13.06.1943 — 17.09.1943)
- Смірнов Василь Федорович (17.09.1943 — 29.12.1945), (19 жовтня 1943 майор, в. о. комполка).

## Нагороди дивізії
- 18 квітня 1943 року — «Гвардійська» — почесне звання присвоєно наказом Народного комісара оборони СРСР від 18 квітня 1943 року за виявлену відвагу в боях за Вітчизну, за стійкість, мужність, дисципліну і організованість, за героїзм особового складу;
- 5 серпня 1943 року — «Білгородська» — почесне найменування присвоєно наказом Верховного Головнокомандуючого від 5 серпня 1943 року за відзнаку в боях при звільненні Бєлгорода;
- 23 серпня 1943 року — «Харківська» — почесне найменування присвоєно наказом Верховного Головнокомандуючого від 23 серпня 1943 року за відзнаку в боях під час звільнення Харкова;
- 8 січня 1944 року — Орден Червоного Прапора — нагороджена указом Президії Верховної Ради СРСР від 8 січня 1944 року за зразкове виконання бойових завдань командування при визволенні Правобережної України на криворізькому напрямку і проявлені при цьому доблесть і мужність;
- червень 1945 року — Орден Суворова 2-го ступеня — нагороджена указом Президії Верховної Ради СРСР за зразкове виконання бойових завдань командування, штурм Берліна і проявлені при цьому доблесть і мужність.

Нагороди частин дивізії:
- 267-й гвардійський стрілецький Червоного Прапора полк
- 270-й гвардійський стрілецький Червоного Прапора ордена Суворова полк
- 273-й гвардійський стрілецький Кишинівський[7] Червоного Прапора
- 196-й гвардійський артилерійський Бранденбурзький[8] полк

## Військовослужбовці дивізії, які відзначилися в боях
10 880 вояків дивізії нагороджені орденами і медалями, а 55 — удостоєні звання Героя Радянського Союзу.
- Арнаутов Петро Іванович, гвардії старший сержант, помічник командира взводу 267 гвардійського стрілецького полку.
- Демидов Іван Григорович, гвардії сержант, командир гарматної розрахунку 196 гвардійського артилерійського полку.
- Кушнарьов Дмитро Пантелійович, гвардії старший сержант, командир відділення 104 окремого гвардійського саперного батальйону.
- Муртазін Кирило Абдуллович, гвардії старший сержант, командир відділення 104 окремого гвардійського саперного батальйону.